# آدی مک‌فیل
آدی مک‌فیل (انگلیسی: Addie McPhail؛ ‏ ۱۵ ژوئیهٔ ۱۹۰۵ – ۱۴ آوریل ۲۰۰۳) بازیگر اهل ایالات متحده آمریکا بود.
از فیلم‌هایی که وی در آن‌ها نقش داشته‌است، می‌توان به کار هوشمندانه، لباس راحت ساحلی، لوله‌کش سابق، بگومگوهای زن‌وشوهری، بخت هالیوودی،به خنده‌ات ادامه بده، دایموند جیم، بالای یک درخت و برد با اختلاف اندک اشاره نمود.